# Version (album)
Pour les articles homonymes, voir Version.
Albums de Mark Ronson
Here Comes the Fuzz
(2003) Record Collection
(2010)
Singles
1. Stop Me
Sortie : 2 avril 2007
2. Oh My God
Sortie : 16 juillet 2007
3. Valerie
Sortie : 15 octobre 2007
4. Just
Sortie : 18 février 2008

Version est le deuxième album studio du DJ-producteur anglais Mark Ronson. Disque de reprises pop, on y retrouve des artistes tels que Lily Allen, Amy Winehouse ou encore Daniel Merriweather. Sorti le 14 avril 2007 dans l'iTunes Store, il est entré à la deuxième place des charts anglais le 22 avril 2007

## Liste des titres
| No  | Titre                                                        | Auteur                                                                                      | Artiste(s) d'origine     | Durée |
| --- | ------------------------------------------------------------ | ------------------------------------------------------------------------------------------- | ------------------------ | ----- |
| 1.  | God Put a Smile upon Your Face (featuring the Daptone Horns) | Chris Martin • Will Champion • Guy Berryman • Jonny Buckland                                | Coldplay                 | 3:12  |
| 2.  | Oh My God (featuring Lily Allen)                             | Ricky Wilson • Andrew White • Simon Rix • Nick Baines • Nick Hodgson                        | Kaiser Chiefs            | 3:35  |
| 3.  | Stop Me (featuring Daniel Merriweather)                      | Morrissey • Johnny Marr • Holland-Dozier-Holland                                            | The Smiths, The Supremes | 3:53  |
| 4.  | Toxic (featuring Ol' Dirty Bastard and Tiggers)              | Cathy Dennis • Christian Karlsson • Pontus Winnberg • Henrik Jonback • Russell Jones (add.) | Britney Spears           | 4:05  |
| 5.  | Valerie (featuring Amy Winehouse)                            | Dave McCabe • Russell Pritchard • Sean Payne • Abi Harding • Paul Molloy • Boyan Chowdhury  | The Zutons               | 3:39  |
| 6.  | Apply Some Pressure (featuring Paul Smith)                   | Duncan Lloyd • Paul Smith                                                                   | Maxïmo Park              | 3:36  |
| 7.  | Inversion                                                    | Mark Ronson                                                                                 | -                        | 1:47  |
| 8.  | Pretty Green (featuring Santigold)                           | Paul Weller                                                                                 | The Jam                  | 3:16  |
| 9.  | Just (featuring Phantom Planet)                              | Thom Yorke • Jonny Greenwood • Colin Greenwood • Ed O'Brien • Philip Selway                 | Radiohead                | 5:20  |
| 10. | Amy (featuring Kenna)                                        | Ryan Adams                                                                                  | Ryan Adams               | 3:32  |
| 11. | The Only One I Know (featuring Robbie Williams)              | Martin Blunt • Tim Burgess • Jon Brookes • Rob Collins • Jonathan Baker                     | The Charlatans           | 3:59  |
| 12. | Diversion                                                    | Ronson                                                                                      | -                        | 1:19  |
| 13. | L.S.F. (Lost Souls Forever) (featuring Kasabian)             | Sergio Pizzorno • Christopher Karloff                                                       | Kasabian                 | 3:30  |
| 14. | Outversion                                                   | Ronson                                                                                      | -                        | 1:50  |

| 15. | Pistol of Fire (featuring D. Smith)                   | Caleb Followill • Nathan Followill • Angelo Petraglia                    | Kings of Leon           | 2:57 |
| 16. | No One Knows (en) (featuring Domino Kirke)            | Joshua Homme • Mark Lanegan                                              | Queens of the Stone Age | 4:37 |
| 17. | You're All I Need to Get By (featuring Wale & Tawiah) | Nickolas Ashford • Valerie Simpson • Olubowale Victor Akintimehin (add.) | Ashford & Simpson       | 3:10 |

| 15. | Stop Me (featuring Daniel Merriweather) (Kissy Sellout remix) | Morrissey • Marr • Holland-Dozier-Holland | The Smiths & The Supremes | 5:36 |

## Singles
1. Just - 2006  #48
2. Toxic / God Put a Smile upon Your Face - 2006 (promo/vinyl release only)
3. Stop Me - 2007  #2
4. Oh My God (en) - 2007  #8
5. Valerie - 2007  #2
6. Just - 2008 (re-release of 2006 single)  #31